# Tetrastichus turanicus
Tetrastichus turanicus är en stekelart som beskrevs av Kostjukov 1976. Tetrastichus turanicus ingår i släktet Tetrastichus och familjen finglanssteklar.
Artens utbredningsområde är Uzbekistan. Inga underarter finns listade i Catalogue of Life.